# Unterseeboot 995

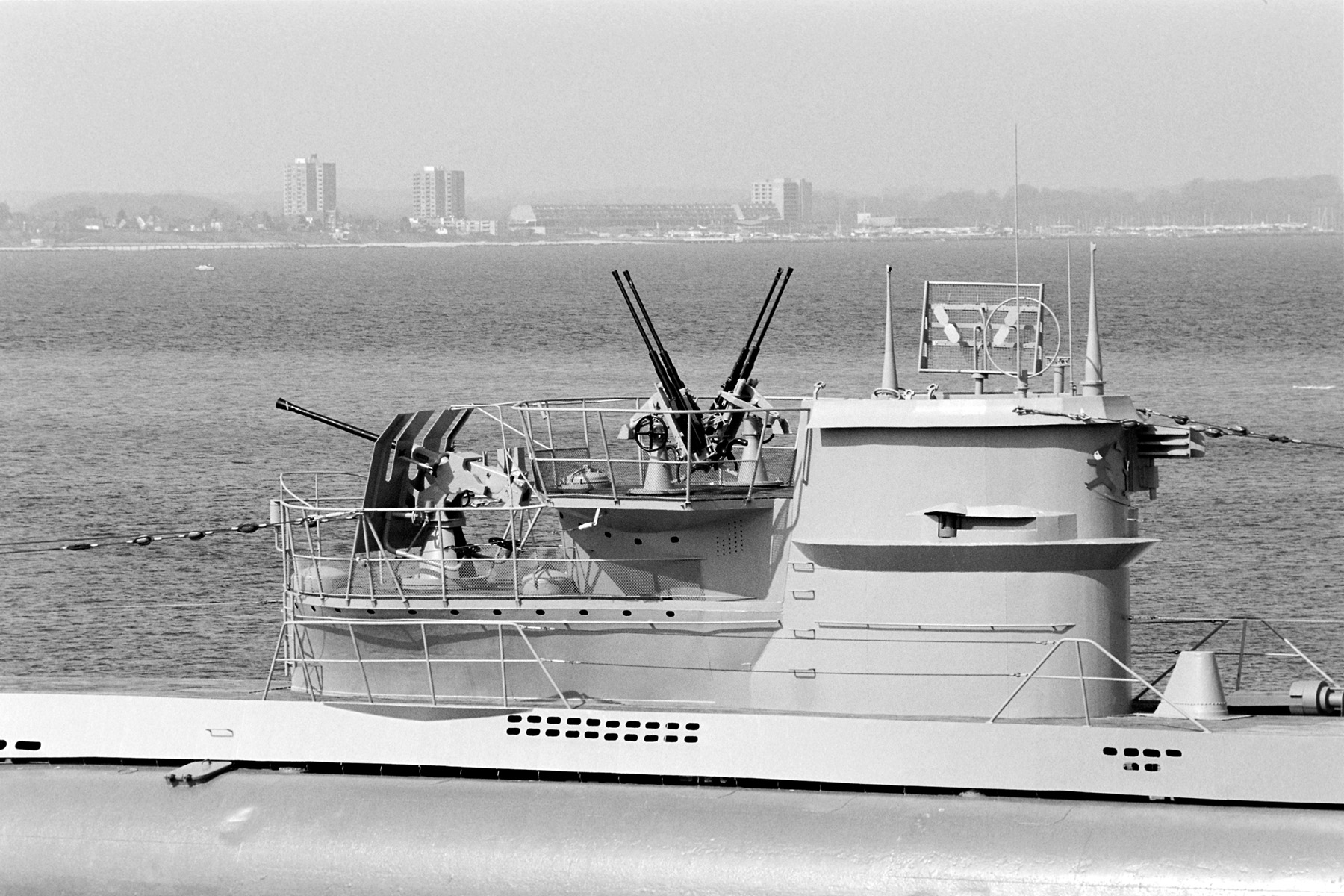
Kiosque du U-995 avec sa Flak (DCA), ses antennes et périscopes, au Mémorial Naval à Laboe, Allemagne, 2002

L'Unterseeboot 995 ou U-995 est un sous-marin allemand (U-Boot) de type VIIC/41 utilisé par la Kriegsmarine pendant la Seconde Guerre mondiale.
Le sous-marin est commandé le 14 octobre 1941 à Hambourg (Blohm + Voss), sa quille posée le 25 novembre 1942, il est lancé le 22 juillet 1943 et mis en service le 16 septembre 1943, sous le commandement de l'Oberleutnant zur See Walter Köhntopp.
Désarmé en mai 1945, l'U-995 entre en service dans la Marine royale norvégienne en décembre 1952. En 1972, il est converti en navire-musée.
Il s'agit du dernier U-Boot de type VII encore existant au monde ; il se trouve actuellement au Mémorial naval de Laboe, au nord de Kiel, dans le Schleswig-Holstein, où il est possible de le visiter.

## Conception
Unterseeboot type VII, l'U-995 avait un déplacement de 769 tonnes en surface et 871 tonnes en plongée. Il avait une longueur hors-tout de 67,10 m, un maître-bau de 6,20 m, une hauteur de 9,60 m et un tirant d'eau de 4,74 m. Le sous-marin était propulsé par deux hélices de 1,23 m, deux moteurs Diesel Germaniawerft M6V 40/46 de 6 cylindres en ligne de 1 400 ch à 470 tr/min, produisant un total de 2 060 à 2 350 kW en surface et de deux moteurs électriques Brown, Boveri & Cie GG UB 720/8 de 375 ch à 295 tr/min, produisant un total 550 kW, en plongée. Le sous-marin avait une vitesse en surface de 17,7 nœuds (32,8 km/h) et une vitesse de 7,6 nœuds (14,1 km/h) en plongée. Immergé, il avait un rayon d'action de 80 milles marins (150 km) à 4 nœuds (7,4 km/h; 4,6 milles par heure) et pouvait atteindre une profondeur de 230 m. En surface son rayon d'action était de 8 500 milles nautiques (soit 15 700 km) à 10 nœuds (19 km/h).
L'U-995 était équipé de cinq tubes lance-torpilles de 53,3 cm (quatre montés à l'avant et un à l'arrière) et embarquait quatorze torpilles. Il était équipé d'un canon de 8,8 cm SK C/35 (220 coups) et d'un canon antiaérien de 20 mm Flak. Il pouvait transporter 26 mines TMA ou 39 mines TMB. Son équipage comprenait 4 officiers et 40 à 56 sous-mariniers.

## Sonar

### Appareils d'écoute sous-marin
L'U-995 a été équipé d'un Balkongerät (littéralement Appareil de balcon ou d'équipement), fixé à l'avant de sa quille par la Marine Royale norvégienne en 1970. Ce système, contenant 48 récepteurs sonores et permettant de pister les bâtiments de surface a été retiré entre le 4 novembre 1971 et le 13 mars 1972.

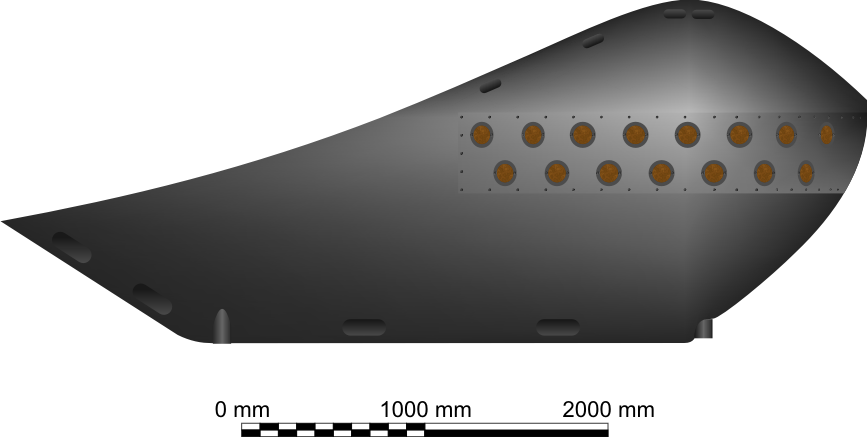
Vue extérieure du Balkongerät de l'U-995.
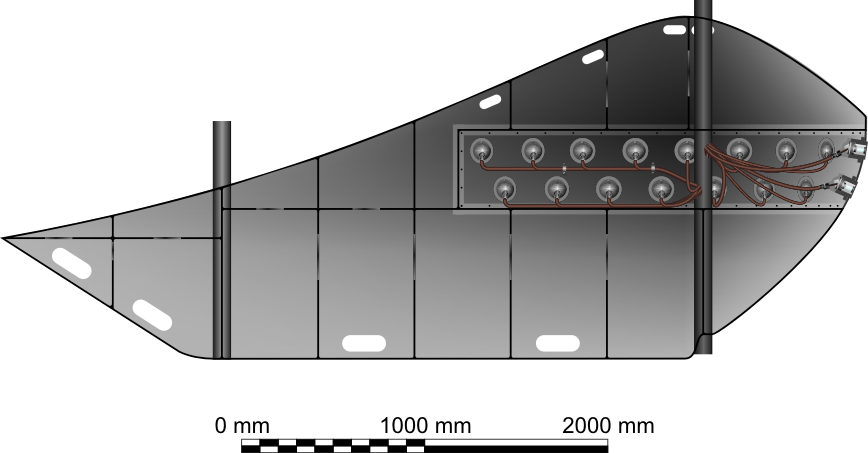
Vue intérieure du Balkongerät de l'U-995.

## Historique

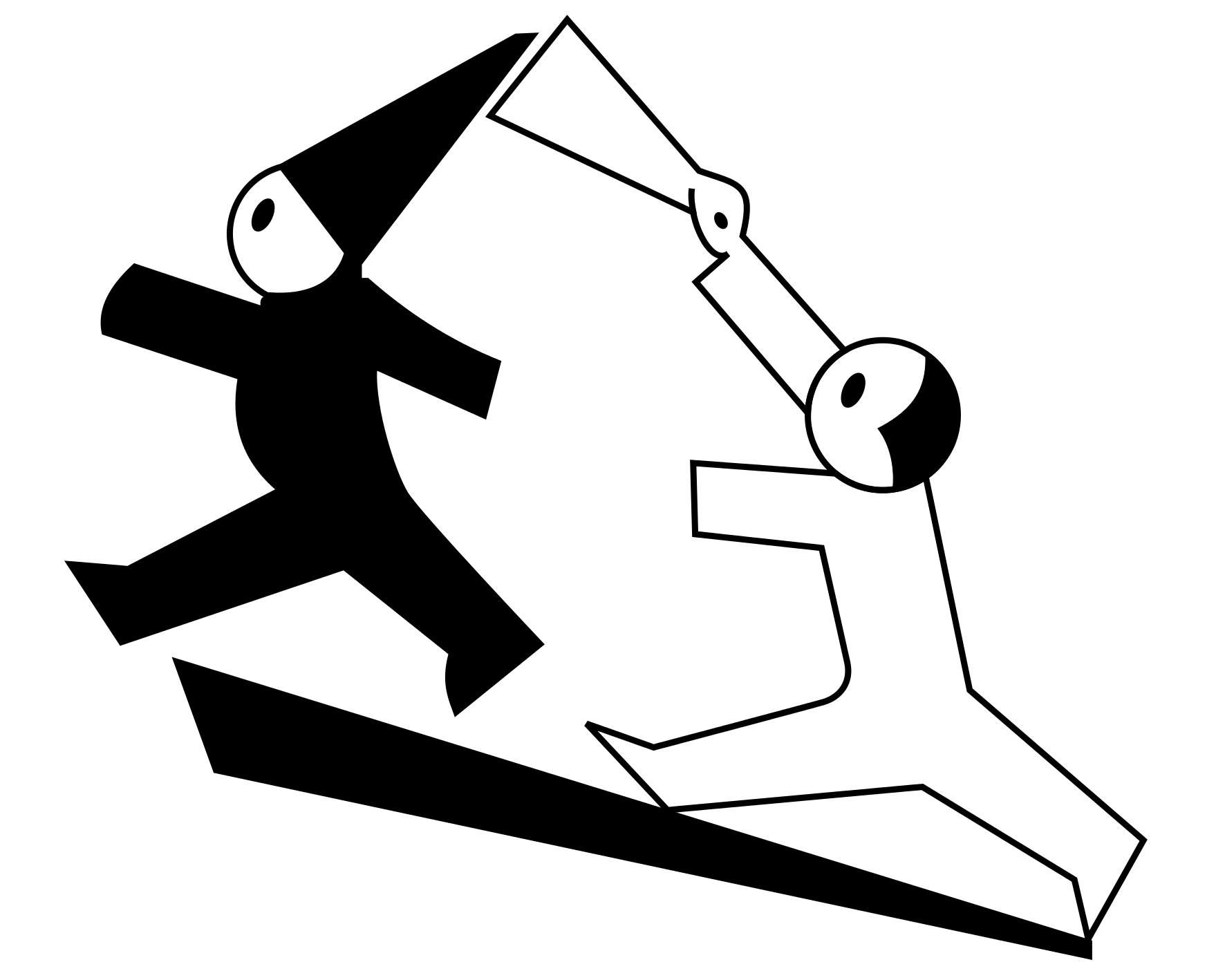
Logo de l' U-995

Il suit sa période d'entraînement initial à la 5. Unterseebootsflottille jusqu'au 31 mai 1944, il intègre son unité de combat dans la 13. Unterseebootsflottille puis rejoint la 14. Unterseebootsflottille à partir du 1er mars 1945.
Sa première patrouille de guerre débute le 18 mai 1944 au départ de Bergen. Le 21 mai 1944, il est découvert en surface par un Sunderland du 4e O.T.U. (Operational - Replacement Training Units (en)) piloté par l'officier  E.T. King. L'avion lâche six charges de profondeur et le mitraille. L'U-Boot qui semble couler est seulement endommagé, cinq hommes d'équipage sont blessés. Le submersible rentre précipitamment à Trondheim, pour réparations et ravitaillement.
Le 3 juillet 1944, l'U-995 commence sa deuxième patrouille. Celle-ci dure vingt-six jours en mer de Norvège, à l'ouest de l'île Jan Mayen, sans succès.
Sa troisième patrouille se déroule du 29 août 1944 au 11 septembre 1944, soit quatorze jours de mer. L'U-995 fait partie du groupe de combat Dachs pour mouillage de mines. Le 4 septembre 1944, il dépose des mines au sud de la Nouvelle-Zemble. Aucun bâtiment n'est signalé endommagé ni coulé par ces mines. 
Lors de sa quatrième patrouille commencée le 25 septembre 1944, l'U-995 fait partie du groupe de combat (meute) Zorn qui piste le convoi RA-60, aux environs de la péninsule de Kola. Seuls deux bâtiments sont coulés par l'U-310. Après neuf jours en mer, il relâche à Skjomenfjord le 3 octobre 1944.
Pendant sa cinquième patrouille le 27 octobre 1944, l'U-995 attaque à deux reprises le convoi JW-61, au nord de la péninsule de Kola, sans succès.
L'U-995 reprend la mer le 30 novembre 1944 au départ de Narvik pour sa sixième patrouille. L'U-995 rejoint le groupe de combat sous-marin Stock à l'ouest de l'île aux Ours ; il attaque le convoi côtier soviétique PK-20, le 2 décembre 1944, sans résultat. Deux jours plus tard, il attaque le convoi KP, sans plus de succès, près de la presqu'île de Kola. Le 5 décembre 1944, l'U-995 coule un bateau de pêche soviétique, près de Kola.
Le 11 décembre 1944, le sous-marin appareille de Bogenbucht (de), pour sa septième patrouille de guerre en mer de Barents. Le 21 décembre 1944, il sauve un survivant d'un bateau de pêche soviétique. Le 23 décembre, il débarque un commando de reconnaissance sur l'île Litzki. Trois jours plus tard, il envoie par le fond un navire de pêche soviétique et le 29 décembre 1944, attaque le convoi KB-37 coulant un patrouilleur. Il recueille l'un des survivants de ce navire. Début janvier 1945, il agit brièvement avec le groupe de combat Stier dans le passage de l'île aux Ours, en attente du convoi JW-63. Le 5 janvier 1945, il retrouve Bergen, puis retourne à Narvik.
Sa huitième patrouille se déroule du 2 février 1945 au 6 mars 1945, soit vingt-huit jours. Il navigue dans l'Arctique. Le 10 février, l'U-995 quitte furtivement le port de Kirkenes à l'arrivée des forces soviétiques. Ses obus  manquent le cargo norvégien Idefjord, amarré à quai. Le 2 mars 1945, il torpille et coule un chasseur de sous-marin soviétique. 
Sa neuvième et dernière patrouille commence le 13 mars 1945 au départ de Narvik pour la presqu'île de Kola. Il est rejoint par l'U-313 et par l'U-992. Le convoi JW-65 est signalé par un avion allemand, le 17 mars. Deux lignes de patrouille se positionnent ; l'une réunissant six U-Boote et l'autre, sept. Le 20 mars, alors que le convoi traverse la première ligne dans une tempête de neige, l'U-995 torpille et endommage un liberty ship américain qui s'échoue peu après. Après treize jours de mer, il fait route vers Harstad qu'il atteint le 25 mars 1945.
Le 26 mars, il quitte Harstad pour Trondheim qu'il retrouve en trois jours.
Le 8 mai 1945, il est désarmé. Saisi par le Royaume-Uni il est offert à la Norvège qui l'emploie comme navire-école : il échappe donc à la destruction massive des sous-marins allemands de 1946.
Le 1er décembre 1952, il entre en service opérationnel sous le nom de Kaura dans la Marine royale norvégienne ; il est définitivement désarmé en octobre 1965.
L'ex-commandant Hans-Georg Hess (en) s'active pour que l'U-995 rejoigne la Bundesmarine, ce qui n'aboutit pas. Le 25 septembre 1970, le submersible arrive à Kiel pour quelques réparations et restaurations, achevées le 1er octobre 1971.
Le 13 mars 1972, l'U-995 est remis au Mémorial naval de Laboe comme navire-musée. Il est le dernier U-Boot de type VIIC/41.
Deux autres sous-marins allemands furent transférés à la Marine norvégienne après la guerre, il s'agit des U-926 et U-1202.

## Affectations
- 5. Unterseebootsflottille du 16 septembre 1943 au 31 mai 1944 (Période de formation).
- 13. Unterseebootsflottille du 1er juin 1944 au 28 février 1945 (Unité combattante).
- 14. Unterseebootsflottille du 1er mars 1945 au 8 mai 1945 (Unité combattante).

## Commandement sous le Troisième Reich
- Kapitänleutnant Walter Köhntopp du 16 septembre 1943 au 9 octobre 1944.
- Oberleutnant zur See Hans-Georg Hess (en) du 10 octobre 1944 au 9 mai 1945 (Croix de fer).

## Patrouilles
|       | Commandant             | Départ            | Départ          | Arrivée           | Arrivée      | Jours     | Succès  |
| ----- | ---------------------- | ----------------- | --------------- | ----------------- | ------------ | --------- | ------- |
|       | Kptlt. Walter Köhntopp | 25 avril 1944     | Kiel            | 27 avril 1944     | Kristiansand | 3 jours   |         |
|       | Kptlt. Walter Köhntopp | 28 avril 1944     | Kristiansand    | 28 avril 1944     | Flekkefjord  | 1 jours   |         |
|       | Kptlt. Walter Köhntopp | 16 mai 1944       | Flekkefjord     | 16 mai 1944       | Bergen       | 1 jours   |         |
| 1     | Kptlt. Walter Köhntopp | 18 mai 1944       | Bergen          | 23 mai 1944       | Trondheim    | 6 jours   |         |
|       | Kptlt. Walter Köhntopp | 30 juin 1944      | Trondheim       | 1er juillet 1944  | Narvik       | 2 jours   |         |
| 2     | Kptlt. Walter Köhntopp | 3 juillet 1944    | Narvik          | 28 juillet 1944   | Narvik       | 26 jours  |         |
|       | Kptlt. Walter Köhntopp | 30 juillet 1944   | Narvik          | 2 août 1944       | Trondheim    | 4 jours   |         |
|       | Kptlt. Walter Köhntopp | 17 août 1944      | Trondheim       | 19 août 1944      | Narvik       | 3 jours   |         |
|       | Kptlt. Walter Köhntopp | 23 août 1944      | Narvik          | 24 août 1944      | Tromsö       | 2 jours   |         |
|       | Kptlt. Walter Köhntopp | 26 août 1944      | Tromsö          | 26 août 1944      | Hammerfest   | 1 jours   |         |
| 3     | Kptlt. Walter Köhntopp | 29 août 1944      | Hammerfest      | 11 septembre 1944 | Hammerfest   | 14 jours  |         |
|       | Kptlt. Walter Köhntopp | 12 septembre 1944 | Hammerfest      | 14 septembre 1944 | Narvik       | 3 jours   |         |
| 4     | Kptlt. Walter Köhntopp | 25 septembre 1944 | Narvik          | 3 octobre 1944    | Skjomenfjord | 9 jours   |         |
| 5     | Oblt. Hans-Georg Hess  | 14 octobre 1944   | Skjomenfjord    | 11 novembre 1944  | Narvik       | 29 jours  |         |
| 6     | Oblt. Hans-Georg Hess  | 30 novembre 1944  | Narvik          | 9 décembre 1944   | Bogenbucht   | 10 jours  | 1 123   |
| 7     | Oblt. Hans-Georg Hess  | 11 décembre 1944  | Bogenbucht (de) | 7 janvier 1945    | Narvik       | 28 jours  | 1 070   |
| 8     | Oblt. Hans-Georg Hess  | 2 février 1945    | Narvik          | 6 mars 1945       | Narvik       | 33 jours  | 105     |
| 9     | Oblt. Hans-Georg Hess  | 13 mars 1945      | Narvik          | 25 mars 1945      | Harstad      | 13 jours  | 7 176   |
|       | Oblt. Hans-Georg Hess  | 26 mars 1945      | Harstad         | 28 mars 1945      | Trondheim    | 3 jours   |         |
| Total | Total                  | Total             | Total           | Total             | Total        | 191 jours | 9 474 t |

Note : Kptlt. = Kapitänleutnant - Oblt. = Oberleutnant zur See

### Opérations Wolfpack
L'U-995 a opéré avec les Wolfpacks (meute de loups) durant sa carrière opérationnelle.
- Dachs (1er-5 septembre 1944)
- Zorn (26 septembre - 1er octobre 1944)
- Panther (16 octobre - 10 novembre 1944)
- Stier (11 décembre 1944 - 6 janvier 1945)
- Hagen (17-21 mars 1945)

## Navires coulés
L'U-995 a coulé trois navires marchands totalisant 1 560 tonneaux, un navire de guerre auxiliaire de 633 tonneaux, un navire de guerre de 105 tonneaux et a détruit un navire marchand de 7 176 tonneaux au cours des neuf patrouilles (191 jours en mer) qu'il effectua.
| Date             | Nom             | Nationalité       | Tonnage | Convoi | Fait         | Localisation         |
| ---------------- | --------------- | ----------------- | ------- | ------ | ------------ | -------------------- |
| 5 décembre 1944  | Proletarij      | Union soviétique  | 1 123   | PK-20  | Coulé        | 69° 57′ N, 32° 53′ E |
| 21 décembre 1944 | Reshitel’nyj    | Union soviétique  | 20      | -      | Coulé        | 68° 27′ N, 38° 37′ E |
| 26 décembre 1944 | RT-52 Som       | Union soviétique  | 417     | -      | Coulé        | 68° 39′ N, 40° 20′ E |
| 29 décembre 1944 | T-883 (No 37)   | Marine soviétique | 633     | KB-37  | Coulé        | 68° 09′ N, 40° 22′ E |
| 2 mars 1945      | BO-224          | Marine soviétique | 105     | -      | Coulé        | 69° 21′ N, 33° 38′ E |
| 20 mars 1945     | Horace Bushnell | USA               | 7 176   | JW-65  | Perte totale | 69° 23′ N, 35° 17′ E |